# Revsholmen (Finnmark)
L'île de Revsholmen (aussi appelée Refsholmen) est une petite île norvégienne dans la mer de Barents. Située dans le comté du Finnmark, elle appartient à la commune de Hammerfest. Longue de 750 m d'est en ouest et de 550 m du nord au sud, elle est dotée d'une superficie d'environ 28 hectares, soit 0.28 km². Le point culminant est à 35.3 mètres au-dessus du niveau de la mer,.